# Autovía A-7
Die Autovía A-7, spanisch Autovía del Mediterráneo, katalanisch Autovia del Mediterrani (beide Begriffe auf Deutsch Mittelmeerautobahn), ist eine mautfreie Autobahn des spanischen Nationalstraßennetzes, die Teil der Europastraße 15 ist. Sie beginnt bei Algeciras, einer Hafenstadt in der Provinz Cádiz in der Autonomen Region Andalusien und endet östlich von Tarragona an der Autopista AP-7. Ein Weiterbau bis östlich von Barcelona ist geplant.
Die Straße besteht aus den zur Autobahn ausgebauten Teilstücken der von Cádiz nach Barcelona führenden Nationalstraße N-340. An einigen Stellen entspricht der Ausbaustandard der Autovía A-7 nicht demjenigen einer Autobahn, weil sich in deren Verlauf niveaugleiche Straßenkreuzungen und Kreisverkehre befinden. Ebenso fehlt oft der Standstreifen.

## Verlauf
Die Autovía A-7 wurde im Oktober 2022 zwischen Barcelona und Algeciras neu kilometriert. Zuvor wurden diesem Streckenabschnitt auf der A-7 noch die alten Kilometerangaben der ehemaligen N-340 verwendet, die in Algeciras begann und in Gegenrichtung nach Osten führte. Nun ist Barcelona Startpunkt der A-7. Mit der Änderung will man doppelte Bezeichnungen bei den Ausfahrten verhindern, da das bisher zu Verwirrungen für die Rettungsdienste darstellte.
Die alte Beschreibung: 

Straßenschild der Autovía A-7

Die A 7 verläuft parallel zur Mittelmeerküste und ist die längste Autobahn Spaniens. Sie beginnt im Süden Algeciras mit dem km 102 und führt über Málaga, Motril, Almería, Vera, Lorca, Murcia, Orihuela, Elche, Alicante, Valencia, Castellón nach Tarragona, wo die Autobahn im Osten der Stadt endet.
Die Stadtdurchfahrt von Algeciras trägt zwar die blauen Schilder der A-7, entspricht aber nur teilweise einer Autobahn. Die getrennten Richtungsfahrbahnen sind mit roten Kilometertafeln versehen und kreuzen mit Ampeln geregelte Kreisverkehre. Ab km 108 ist die Straße als Autobahn ausgebaut.
Bei Torreguadiaro führt die Autobahn ab km 133 weiter als Autopista AP-7 während die Signalisierung der A-7 der ehemaligen N-340 folgt. In Estepona bei km 154 wird die A-7 wieder zur Autobahn.
Bei Marbella unterfährt die Straße zwischen km 170 und km 172 mit einem Tunnel die Ortschaft San Pedro de Alcántara.
Entlang der Costa Tropical unterquert die A-7 in mehreren Tunneln die Ausläufer der Betischen Kordilleren. Der längste ist der 2170 m lange Cantalobos-Tunnel, der 2010 im European Tunnel Assessment Programme (EuroTAP) als zweitsicherster Tunnel ausgezeichnet wurde.
Das 1990 eröffnete Teilstück Murcia–Alicante wurde ursprünglich als Fortsetzung der AP-7 westlich von Alicante gebaut. In diesem Abschnitt verläuft wie bei der AP-7 die Kilometrierung von Westen nach Osten, während die anderen Abschnitte der A-7 von Osten nach Westen kilometriert sind.
Die A-7 weist zwei Fahrstreifen pro Richtungsfahrbahn auf, einzig bei Alicante und Murcia, sowie auf dem Teilstück Sagunto–Albacete gibt es drei Fahrspuren pro Richtungsfahrbahn.

## A-7 und AP-7
Oft gibt es Verwechslungen zwischen der A-7 und AP-7, denn beide Autobahnen verlaufen entlang der Mittelmeerküste und verlaufen südlich von Barcelona über lange Strecken parallel zueinander. Während die teilweise mautpflichtige AP-7 für den Fernverkehr gedacht ist, dient die gänzlich mautfreie A-7 dem Lokalverkehr.